# پاتریسیو پطروسیان
پاتریسیو پطروسیان (اسپانیایی: Patricio Bedrossian‎؛ زادهٔ ۱۲ آوریل ۱۹۷۵) بازیکن فوتبال در پست مهاجم ارمنی‌تبار اهل آرژانتین است.

## باشگاهی
از باشگاه‌هایی که در آن بازی کرده است می‌توان به باشگاه فوتبال لانوس اشاره کرد.